# تا زمانی‌که رفته باشد
«تا زمانی‌که رفته باشد» (به انگلیسی: Until It's Gone) یک ترانه از گروه راک آمریکایی لینکین پارک است. این ترانه توسط مایک شینودا و براد دلسون تهیه شده‌است؛ چستر بنینگتون نیز خوانندگی آن را بر عهده دارد.

## موزیک ویدئو
لینکین پارک برای این ترانه یک موزیک ویدئو ساخت و در ۵ می ۲۰۱۴ در کانال رسمی یوتیوب خود قرار داد. بعداً با کارگردانی جو هان، یک موزیک ویدئوی رسمی ساخته شد و در حال حاضر این موزیک ویدئو تنها در خود کانال رسمی لینکین پارک ۳۰ میلیون بازدید دارد؛ پیام‌های احساسی هواداران نیز قابل توجه است برای نمونه:
- You're right we really don't know what we've got until its gone. :'(
- Until hes Gone! Now we know what a great Singer we had!!!
- RIP Chester, you'll be missed.
- until it's gone
- #R.I.P Chester...yes we don't know what we got..... sorry man.
- He is gone. We know what we had. We will miss you Chester. Rest in peace.

این ویدئو در صفحه رسمی لینکین پارک در فیسبوک نیز منتشر شده‌است.

## دست‌اندرکاران
- چستر بنینگتون - خواننده اصلی

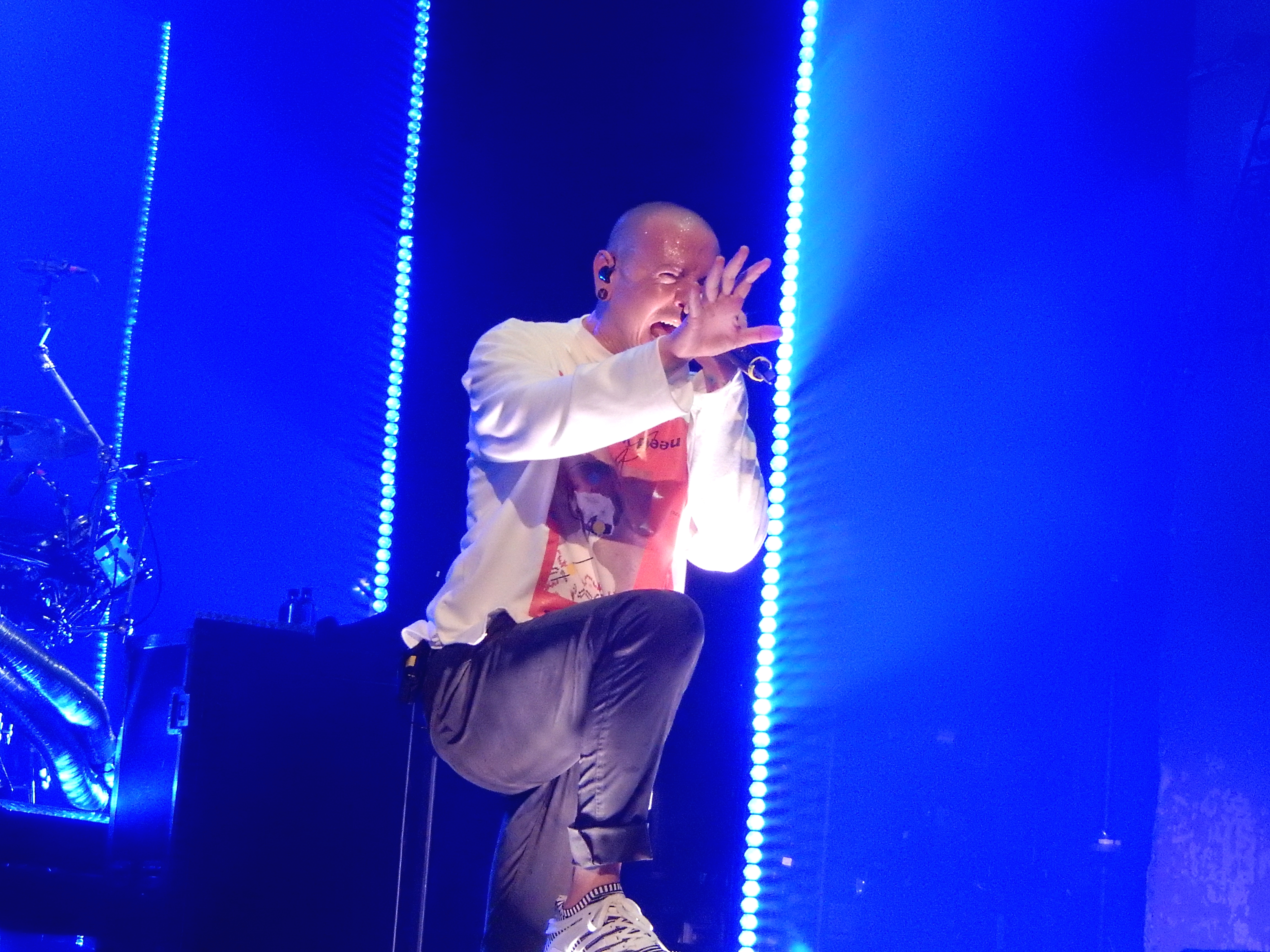
چستر بنینگتون خواننده اصلی ترانه

- مایک شینودا - خواننده پشتیبان، گیتار ریتم، کیبورد
- براد دلسون - گیتار لید
- دیو فارل - گیتار باس
- جو هان - پخش، نمونه‌بردار، برنامه‌ریز
- رابر بوردون - درام
- ایتان میتز - مهندس صدا

## جدول‌ها
| جدول سال ۲۰۱۴                  | رتبه |
| ------------------------------ | ---- |
| ترانه‌های داغ راک آمریکا        | ۷۵   |
| US Rock Airplay - Billboard    | ۴۵   |
| US Mainstream Rock - Billboard | ۱۸   |